# Alexander van Saksen-Coburg
Alexander Emanuel Hendrik Albert Maria Leopold (Laken, 18 juli 1942 - Sint-Genesius-Rode, 29 november 2009), kortweg prins Alexander, was de oudste zoon uit het tweede huwelijk van zijn vader koning Leopold III met Lilian Baels. De prins was een halfbroer van de latere koningen Boudewijn en Albert II. Zijn halfzus Josephine Charlotte was zijn doopmeter; zijn peter was zijn grootvader langs moederszijde Henri Baels. De prins stond bekend als een discreet man, die weinig in het openbaar verscheen. Sommigen bestempelden hem als de "miskende prins".

## Biografie

### Jeugd
Alexander Emanuel Hendrik Albert Maria Leopold werd geboren als oudste zoon van koning Leopold III en Lilian Baels in Sint-Genesius-Rode op 18 juli 1942. Zijn moeder was al zwanger van hem voordat zijn ouders trouwden op 6 december 1941. De eerste kinderjaren van de prins werden gekenmerkt door de Tweede Wereldoorlog, de gevangenschap van de koninklijke familie in het Kasteel van Laken en de deportatie naar Nazi-Duitsland en Oostenrijk, respectievelijk in 1944 en 1945. Tot 1944 verkeerde de jonge Alexander met zijn ouders onder door de Duitsers gevorderd huisarrest. Na de invasie in Normandië werden de koning en zijn gezin verplaatst, eerst naar het Saksische Hirschstein, daarna naar Strobl in Oostenrijk. 
Na de bevrijding door de Amerikaanse soldaten kon het gezin niet onmiddellijk naar België terugkeren vanwege de koningskwestie. Zijn vader vestigde zich in villa Le Reposoir, nabij Prégny in Zwitserland. Daar ging de prins ook naar school. In 1950 deed koning Leopold troonsafstand en werd zijn halfbroer Boudewijn de vijfde koning der Belgen. Vanaf dan nam prins Alexander met zijn ouders en broers regelmatig deel aan officiële representaties.
In 1957 onderging de prins in Boston, Verenigde Staten, een heelkundige ingreep aan de aorta. Deze gebeurtenis inspireerde zijn moeder tot de oprichting van de Cardiologische Stichting Prinses Lilian, een stichting die vandaag het statuut heeft van een academische leerstoel. De beslissing om in de Verenigde Staten de ingreep te laten plaatsvinden, leidde in België tot kritiek van sommigen die suggereerden dat zijn operatie in zijn eigen land had moeten worden uitgevoerd.

### Opleiding en beroepsleven
Na 1960 woonden koning Leopold III, prinses Lilian en hun drie kinderen op het koninklijk domein van Argenteuil in Waterloo. De prins kreeg aanvankelijk thuisonderwijs. Zijn middelbare schoolopleiding verkreeg hij in een college in Genève, waar hij de opleiding Latijn-Griekse volgde. Hij vatte vervolgens studies aan de Koninklijke Militaire School van België aan en vervulde zijn dienstplicht. Met succes beëindigde hij de eerste drie jaren kandidatuur geneeskunde aan de Université catholique de Louvain.
Later ging hij in het buitenland werken en verscheen de prins nog maar zelden in het openbaar. Familiale gelegenheden, zoals de uitvaart van zijn grootmoeder (koningin Elizabeth), vader (koning Leopold III), broer (koning Boudewijn) of het huwelijk van zijn nicht (prinses Astrid), waren hierop uitzonderingen. Hij was dus aanwezig op officiële activiteiten ondanks dat er sprake was van animositeit tussen de kinderen uit het eerste huwelijk van Leopold III en zijn jongste kinderen.

### Huwelijk

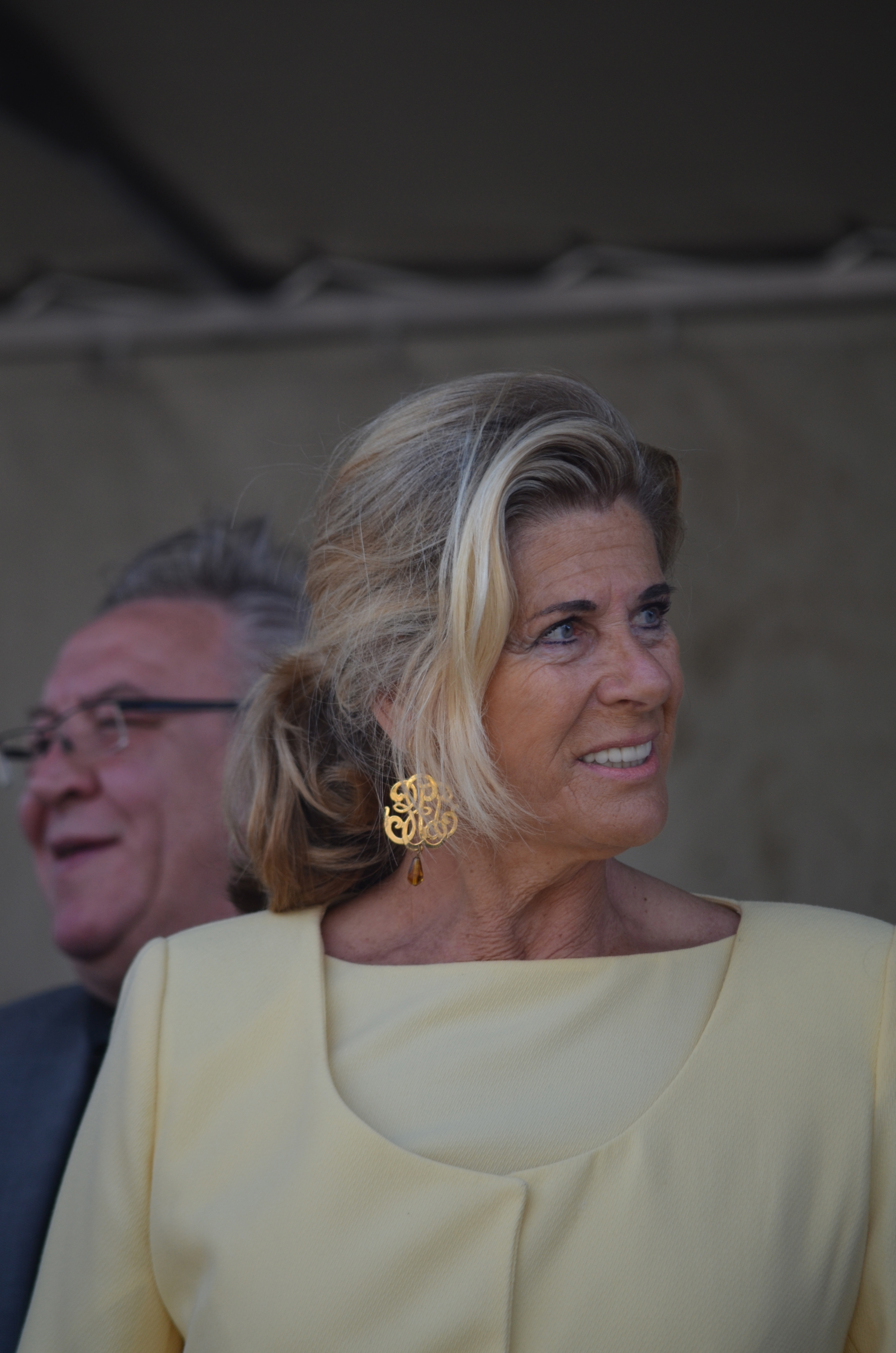
Prinses Léa in 2004.

In 1991 trouwde Alexander, tegen de zin van zijn moeder, met Léa Wolman. Ze werd als Léa Inge Dora geboren in Etterbeek op 2 december 1951 als enig kind van Sigismund Wolman en Lisa Bornstein, die actief waren in de vastgoedsector. Léa had bij hun huwelijk al twee kinderen uit haar vorige huwelijken: een dochter, Laetitia Spetschinsky (1976) en een zoon, Renaud Bichara (1983). Via haar dochter heeft ze een kleinzoon, Charles Albert (2009). Omdat het al vanaf zijn geboorte duidelijk was dat hij niet in aanmerking kwam voor eventuele troonopvolging, gelet op het morganatisch karakter van het huwelijk van zijn ouders, gesloten zonder ministeriële toestemming, hoefde hij geen toestemming aan zijn halfbroer, koning Boudewijn, te vragen, zoals anders nodig zou zijn geweest. Het koppel bleef kinderloos. Prins en prinses Alexander van België woonden in villa Landsrode, in Sint-Genesius-Rode.
De twee leerde elkaar voor het eerst kennen in Knokke, bij de liberale politicus Georges Mundeleer. Op 14 maart 1991 traden ze in Debenham, Suffolk (Verenigd Koninkrijk) in het huwelijk, maar het paar koos ervoor het huwelijk niet meteen openbaar te maken. Slechts enkele ingewijden en getrouwen waren op de hoogte. Het huwelijk kreeg later een kerkelijke inzegening in Montana (Zwitserland). Toen zijn zus, prinses Esmeralda, in 1998 haar huwelijk aankondigde met professor Salvador Moncada, werd het nieuws alsnog bekendgemaakt. Tijdens een officiële receptie in het Kasteel van Corroy-le-Château, eigendom van markies de Trazegnies, maakten de gasten kennis met de nieuwe prinses.
De echtgenote van prins Alexander draagt de titel Prinses van België. Zij is de laatste prinses die de titel heeft gekregen door het naakte feit van haar huwelijk. Eind 1991 werden de regels met betrekking tot de toepassing van de koninklijke titulatuur in België aangepast, maar als overgangsmaatregel blijven de bestaande titels wel behouden.

### Overlijden
Prins Alexander overleed op 29 november 2009 op 67-jarige leeftijd aan een acute longembolie. Zijn dood werd door een communiqué van het hof bekendgemaakt: Prinses Alexander van België, Prinses Esmeralda en Prinses Marie-Christine, de Koning en de Koningin en de Leden van de Koninklijke Familie delen met droefheid het overlijden mee van Prins Alexander van België deze namiddag ten gevolge van een acute longembolie.
De uitvaart van de prins vond plaats op 4 december 2009 in de Onze-Lieve-Vrouwkerk van Laken. Hij werd bijgezet in een kapel naast de Koninklijke Crypte.
Als eerbetoon aan haar echtgenoot heeft prinses Léa op 29 november 2010 de aan hem gewijde tentoonstelling in haar stad Waterloo geopend en riep ze de literaire prijs Alexandre de Belgique in het leven, die vanaf 2011 twee Belgische auteurs, een Franstalige en een Nederlandstalige, beloont.

## Voorouders
| Alexander van België             | Alexander van België                                                                | Alexander van België                                                                | Alexander van België                                                             | Alexander van België                                                             | Alexander van België                                                          | Alexander van België                                                          | Alexander van België                                               | Alexander van België                                               |
| -------------------------------- | ----------------------------------------------------------------------------------- | ----------------------------------------------------------------------------------- | -------------------------------------------------------------------------------- | -------------------------------------------------------------------------------- | ----------------------------------------------------------------------------- | ----------------------------------------------------------------------------- | ------------------------------------------------------------------ | ------------------------------------------------------------------ |
| Overgrootouders                  | Filips van België (1837-1905) ∞ 1867 Maria van Hohenzollern-Sigmaringen (1845-1912) | Filips van België (1837-1905) ∞ 1867 Maria van Hohenzollern-Sigmaringen (1845-1912) | Karel Theodoor in Beieren (1839–1909) ∞ 1874 Maria José van Bragança (1857–1943) | Karel Theodoor in Beieren (1839–1909) ∞ 1874 Maria José van Bragança (1857–1943) | Julius Ludovicus Baels (1851-1896) ∞ Delphina Alexandrina Mauricx (1848-1931) | Julius Ludovicus Baels (1851-1896) ∞ Delphina Alexandrina Mauricx (1848-1931) | Adolf De Visscher (1854–1920) ∞ Alisa Victoria Opsomer (1854-1931) | Adolf De Visscher (1854–1920) ∞ Alisa Victoria Opsomer (1854-1931) |
| Grootouders                      | Albert I van België (1875-1934) ∞ 1900 Elisabeth in Beieren (1876–1965)             | Albert I van België (1875-1934) ∞ 1900 Elisabeth in Beieren (1876–1965)             | Albert I van België (1875-1934) ∞ 1900 Elisabeth in Beieren (1876–1965)          | Albert I van België (1875-1934) ∞ 1900 Elisabeth in Beieren (1876–1965)          | Henri Baels (1878–1951) ∞ Anne De Visscher (1877–1943)                        | Henri Baels (1878–1951) ∞ Anne De Visscher (1877–1943)                        | Henri Baels (1878–1951) ∞ Anne De Visscher (1877–1943)             | Henri Baels (1878–1951) ∞ Anne De Visscher (1877–1943)             |
| Ouders                           | Leopold III van België (1901–1983) ∞ Lilian Baels (1916–2002)                       | Leopold III van België (1901–1983) ∞ Lilian Baels (1916–2002)                       | Leopold III van België (1901–1983) ∞ Lilian Baels (1916–2002)                    | Leopold III van België (1901–1983) ∞ Lilian Baels (1916–2002)                    | Leopold III van België (1901–1983) ∞ Lilian Baels (1916–2002)                 | Leopold III van België (1901–1983) ∞ Lilian Baels (1916–2002)                 | Leopold III van België (1901–1983) ∞ Lilian Baels (1916–2002)      | Leopold III van België (1901–1983) ∞ Lilian Baels (1916–2002)      |
| Alexander van België (1942–2009) |                                                                                     |                                                                                     |                                                                                  |                                                                                  |                                                                               |                                                                               |                                                                    |                                                                    |

## Trivia
- In het Von Karman Instituut voor stromingsmechanica (gevestigd in Sint-Genesius-Rode) wordt jaarlijks de Prins Alexander van België uitgereikt voor de beste projectpresentatie.